# Trondheim byleksikon
Trondheim byleksikon er et byleksikon som dækker Trondheim kommune, der er skrevet af historikeren Terje Bratberg. Det udkom første gang i 1996 med omkring 4200 opslag forud for byens 1000-års jubilæum året efter.
Deler af leksikonet bygger på Wilhelm K. Størens bog Sted og navn i Trondheim, med undertittelen Et topografisk–historisk leksikon. Størens bog blev udgivet i 1983, og indholdet derfra har været en vigtig del af grundlaget for byleksikonet. Sted og navn i Trondheim omhandlede kun de bydele som lå indenfor bygrænsen fra 1892, samt Bymarka og det gamle Lade sogn, det vil sige Strinda herred med undtagelse af Bratsberg sogn. Bydelene Tiller, Leinstrand og Byneset var således ikke omfattet.
Den 24. maj 2008 udkom anden udgave, der både var i større format og indeholdt yderligere 5000 opslag, der især omhandlede virksomheder og handel. Anden udgave havde et oplagt på 7000.

## Udgaver
- Terje Bratberg (1996). Trondheim byleksikon. Oslo: Kunnskapsforlaget. ISBN 8257306428.
- Terje Bratberg (2008). Trondheim byleksikon. Oslo: Kunnskapsforlaget. ISBN 9788257317621.